# Běhařov (zámek)
Běhařov je tvrz přestavěná na zámek ve stejnojmenné obci v okrese Klatovy. Barokní zámek byl na jejím místě postaven v první polovině osmnáctého století. Zámecký areál je chráněn jako kulturní památka ČR.

## Historie
Běhařovská tvrz existovala již ve čtrnáctém století. Vesnice tehdy byla rozdělena na tři statky, které v roce 1379 patřily Buškovi, Lvíkovi a Sezemovi z Běhařova. Sezema se před rokem 1376 oženil se svou příbuznou Dorotou, a proto osobně odcestoval do Říma, kde žádal o dispens. Z roku 1385 se dochovala zmínka o Jindřichovi z Běhařova, která je zároveň poslední zprávou o rodu běhařovských vladyků.
Další majitelé vesnice jsou známí až ze šestnáctého století. V roce 1510 panství patřilo Jindřichovi z Malovic a roku 1527 Johance z Hognestu. Její dcera Markéta z Žihobec se roku 1533 provdala za Bernarta Barchance z Baršov, který běhařovské panství od Johanky z Hognestu koupil. Od Bernarta Barchance v roce 1543 koupil Běhařov s dvorem, tvrzí, pustou vsí Budislavičkami a částí Miletic Jan Sádlo z Kladrubec. Jemu statek patřil tři roky a novým majitelem se stal Jáchym Fremut ze Stropčic. Po něm bylo panství rozděleno mezi jeho syny Brykcího a Burjana. Brykcí sídlil na tvrzi, zatímco Burjanovi patřil nově vybudovaný dvůr. Když Brykcí zemřel, stal se Burjan poručníkem jeho nezletilé dcery Doroty. Burjan jí neudržovanou tvrz („…hrubě na stavení a střechách sešlou“) předal roku 1590. Dorota se provdala za Bořivoje Měsíčka z Výškova a roku 1608 prodala Běhařov Evě Měsíčkové z Údrče.
Již v roce 1609 panství koupila Anna Měsíčková z Ottersfeldu a roku 1631 je postoupila dceři Lidmile Kateřině Gerštorfové. Nejpozději roku 1651 statek koupil hrabě Karel Heřman Koc z Dobrše, ale je možné, že se tak stalo již ve třicátých letech sedmnáctého století. Karel Heřman Koc připojil k bystřickému panství, takže tvrz přestala plnit funkci panského sídla. V polovině osmnáctého století přestavěli Hubatiové z Kotnova, kteří panství získali roku 1738, starou tvrz na malý barokní zámek. Dochovanou podobu však budova získala až v letech 1923–1927, kdy patřila malíři Aloisu Kalvodovi. Malíř zámek koupil již roku 1918 a otevřel v něm letní malířskou školu. Ve druhé polovině dvacátého století zámecký areál využíval Okresní ústav národního zdraví v Klatovech.

## Stavební podoba

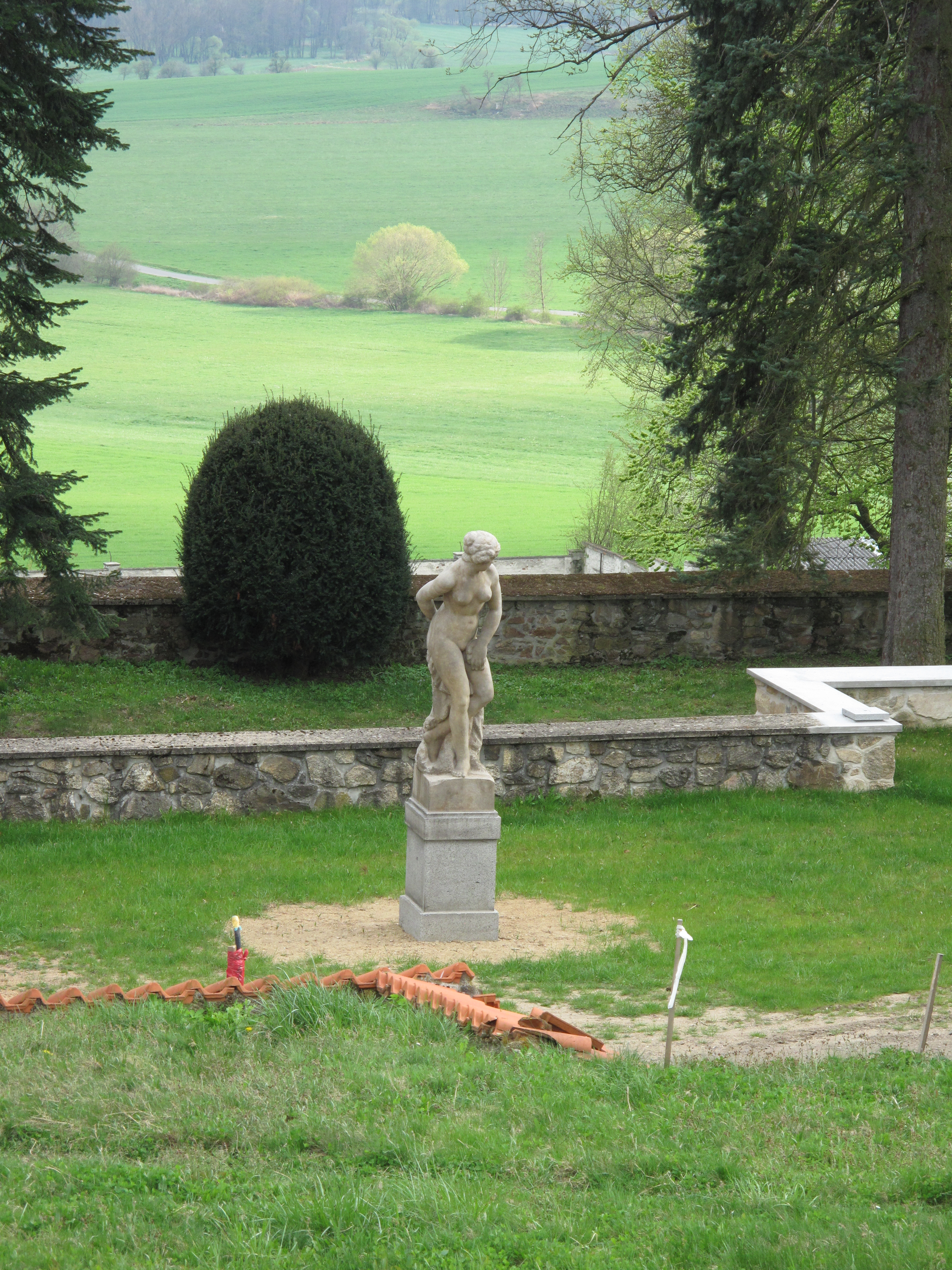
Jedna z plastik v zámeckém parku

Podle Miloslava Bělohlávka běhařovská tvrz zanikla v polovině sedmnáctého století za hraběte Karla Heřmana Koce z Dobrše. V zámeckém zdivu se však dochovaly starší gotické a renesanční klenby, takže v osmnáctém století proběhla pouze přestavba tvrze na zámek, který stojí v mírném svahu v parkově upraveném areálu obehnaném kamennou ohradní zdí s bránou v její severní části. Budova má obdélný půdorys a trojitou mansardovou střechu, ze které vybíhá věžička s cibulovou střechou. Přízemní prostory jsou zaklenuté valenými klenbami a v chodbě byla použita křížová klenba.
K památkově chráněnému areálu dále patří domek vrátnice, socha svatého Václava, vinný sklípek, výklenek se sochou Panny Marie, bazén s brodidlem a kamenická a sochařská výzdoba parku. Patří k ní mimo jiné bronzová socha Píseň našich hor od Josefa Drahoňovského a socha Pasačka od Františka Úprky umístěná na kašně. Jinou plastiku zvanou Dívčí akt zhotovil Jan Štursa.